# Socjologia muzyki
Socjologia muzyki – dyscyplina badawcza z pogranicza muzykologii i socjologii, której zainteresowanie skupia się na związkach muzyki z wszelkimi aspektami życia społecznego (grupowego).
Spostrzeżenia typu socjologicznego odnajdujemy w pracach dawniejszych filozofów czy historyków muzyki. Jako samodzielna dziedzina, socjologia muzyki rozwinęła się dopiero w pierwszej połowie XX wieku. Za jej początek można uznać publikację dzieła Maxa Webera Die rationalen und soziologischen Grundlagen der Musik (1921, napisaną w 1911 roku). Jednakże eseje na temat socjologii muzyki pisali inni klasycy: Georg Simmel czy Alfred Schütz. Inne znane pozycje z tej dziedziny to: Music and Society: England and the European Tradition (1946) Wilfrida Mellersa, Grundprobleme der Musiksoziologie (1952) Kurta Blaukopfa czy The Sociology of Music (1963) Alphonsa Silbermanna. Wyjątkowo wpływowe okazały się publikacje Theodora Adorno, Filozofia nowej muzyki (niem. Philosophie der neuen Musik, wyd. niem. 1949, wyd. pol. 1974), Einleitung in die Musiksoziologie (wyd. niem. 1962).
Przedmiotem badań socjologii muzyki są na przykład:
1) instytucje muzyczne i formy ich działania (od opery filharmonii po media);
2) zawody muzyczne i ich rola w społeczeństwie (od kompozytorów po osoby handlujące muzykaliami);
3) sytuacja muzyki w społeczeństwie w różnych okresach historycznych (muzyka kościelna, dworska, związki zawodowe muzyków, szkolnictwo muzyczne itp.);
4) społeczne funkcje muzyki, badania nad publicznością;
5) analiza zmienności upodobań muzycznych.
Impulsem dla rozwoju socjologii muzyki stały się przeobrażenia zachodzące w kulturze muzycznej w wyniku pojawienia się radia i przemysłu płytowego. Główne prace na ten temat prowadzone były i są w krajach anglosaskich i germańskich. Przy wiedeńskim Universität für Musik und darstellende Kunst od 1965 roku działa nawet (założony przez Kurta Blaukopfa) Institut für Musiksoziologie. Natomiast przy Universidade Nova de Lisboa, na Faculdade de Ciencias Sociais e Humanas działa Centro de Estudosde Sociologia e Estetica Musical.

## Socjologia muzyki w Polsce
W Polsce (zarówno wśród socjologów, jak i muzykologów) socjologia muzyki nie jest licznie reprezentowaną dziedziną badań. Pierwszym polskim socjologiem stawiającym tezy odnośnie do społecznej strony muzyki był Kazimierz Kelles-Krauz. Zofia Lissa oraz Stefania Łobaczewska uprawiały tę dziedzinę, nawiązując do sowieckiej wersji marksizmu. Pierwsze polskie szerzej zakrojone ilościowe badania nad muzyką przeprowadził w 1963 roku Paweł Beylin. Inne podejście badawcze reprezentowała Elżbieta Illasiewicz-Skotnicka, która w latach siedemdziesiątych prowadziła badania nad środowiskiem polskich kompozytorów i kulturą muzyczną robotników. Jednak po paru latach porzuciła tę dziedzinę, poświęcając się socjologii ogólnej. Także Tomasz Misiak, nastawiony bardziej teoretycznie niż empirycznie, poświęcił swoją uwagę społeczno-muzycznym zagadnieniom. Efektem ich badań były publikacje na łamach Ruchu Muzycznego, Kultury i Społeczeństwa i kwartalnika „Muzyka”. Pod koniec XX wieku Bogumiła Mika przeprowadziła badania na temat śląskich audytoriów muzycznych, lecz obecnie nie kontynuuje tego typu studiów. Autorskie studium, z zakresu tej dyscypliny, zaprezentował w 2008 roku Adam Czech w (opartej na nagrodzonej przez PTS w 2005 roku pracy magisterskiej) książce Sprzedawcy wiatru. W roku 2006 Barbara Pabjan koordynowała ogólnopolskie statystyczne badanie recepcji postaci i twórczości Fryderyka Chopina. Problematyka ta wpisana była w kontekst ogólnego odbioru muzyki. Wieloletnie, socjologiczne studia nad jazzem w Polsce prowadzi Igor Pietraszewski. Część jego badań została opublikowana książkowo.
Zainspirowane socjologią są rozważania kompozytora o sytuacji nowej muzyki w Forum Musicum nr 11 (Bogusław Schaeffer Socjologia muzyki współczesnej, Kraków 1971) oraz książki Danuty Gwizdalanki: Muzyka i polityka (Kraków 1999), Muzyka i płeć (Kraków 2001). W 2013 Adam Czech jako pierwszy w Polsce ukazał socjologiczne spojrzenie na instrumenty muzyczne, w myśl którego w postrzeganiu społecznym istnieją instrumenty "szlachetne" (skrzypce, fortepian, ewentualnie harfa i organy) oraz "pospolite", czy nawet "pogardzane" (kontrabas, altówka - nazywana trzecimi skrzypcami, banjo, wiolonczela, akordeon, mandolina), przy czym każdy z instrumentów przez wieki pełnił określone role społeczne.
Socjologia muzyki dopiero od paru lat pojawia się w ofertach dydaktycznych jako osobny kurs akademicki. Na muzykologii pojawił się on na Uniwersytecie Wrocławskim oraz Uniwersytecie Adama Mickiewicza. Natomiast na socjologii jednorazowo odbył się taki kurs na Uniwersytecie Warszawskim a obecnie odbywa się na Uniwersytecie Jagiellońskim. Kursy socjologii muzyki oraz komunikacji w muzyce odbywają się także na Uniwersytecie Muzycznym Fryderyka Chopina w Warszawie od 2019 roku. 
Zagadnienia socjologiczne pojawiają się natomiast coraz częściej w publikacjach poświęconych muzyce popularnej (zwłaszcza rockowej) oraz w dziedzinach pokrewnych. Takich jak: etnomuzykologia/antropologia muzyki, psychologia muzyki, historia muzyki czy filozofia muzyki.

## Polskojęzyczna literatura uzupełniająca
1. Theodor Adorno, O społecznej sytuacji muzyki, tłum. Jerzy Łoziński, [w:] Szkoła frankfurcka, Jerzy Łoziński (red.), Kolegium Otryckie, Warszawa 1985, s. 123-57.
2. Theodor Adorno, O fetyszyzmie w muzyce i o regresji słuchania, [w:] tenże, Sztuka i sztuki, tłum. Krystyna Krzemień-Ojak, wybrał i opatrzył wstępem Karol Sauerland, Państwowy Instytut Wydawniczy, Warszawa 1990, s. 100-130.
3. Adam Czech, Ordynaci i trędowaci. Społeczne role instrumentów muzycznych, Słowo - obraz - terytoria, Gdańsk 2013
4. Adam Czech, Sprzedawcy wiatru. Muzykanci i ich muzyka między wsią a miastem, Scholar, Warszawa 2008
5. Norbert Elias, Mozart. Portret geniusza, tłum. Bogdan Baran, Wydawnictwo W.A.B., Warszawa 2006
6. Grażyna Filipiak, Perspektywy socjologicznych badań muzyki, Wydawnictwo Nakom, Poznań 1997
7. Bogumiła Mika, Krytyczny koneser czy naiwny konsument? Śląska publiczność muzyczna u końca XX wieku, Instytut Górnośląski, Katowice 2000.
8. Tomasz Misiak, Muzyka jako wspólnota: kulturowe wzory odbioru muzyki w europejskiej kulturze muzycznej XX wieku, AMFC, Warszawa 1990
9. Igor Pietraszewski, Jazz w Polsce. Wolność improwizowana, NOMOS, Kraków 2012
10. Alfred Schütz, „Wspólne tworzenie muzyki. Studium relacji społecznych”, w: tenże, O wielości światów. Szkice z socjologii fenomenologicznej, tłum. Barbara Jabłońska, zredagował i opatrzył wstępem Aleksander Manterys, Seria WTS, tom IV, Zakład Wydawniczy NOMOS, Kraków 2008, s. 225-239.
11. Ivo Supicič, Wstęp do socjologii muzyki, tłum. Stefan Zalewski, PWN, Warszawa 1969
12. O społecznych problemach muzyki: antologia tekstów autorów polskich., Demska-Trębaczowa Mieczysława (wybór i oprac.), AMFC, Warszawa, 1984